# Istituto centrale per l'archeologia
L'Istituto Centrale per l’Archeologia  è un istituto della Direzione generale Archeologia, Belle Arti e Paesaggio del Ministero della cultura, ha sede a Roma, e svolge funzioni in materia di studio e di ricerca nel settore dell’archeologia, intesa nella sua accezione più ampia. Fu istituito nel 2016.

## Compiti
Vari sono i suoi compiti, come sono esplicitati nel decreto istitutivo e riportati nel sito dell'ICA:
- adotta ogni utile iniziativa al fine di consentire la definizione e l’applicazione di linee di indirizzo, standard e misure di coordinamento necessarie per assicurare lo sviluppo dello studio e della ricerca nel settore dell’archeologia;
- effettua, presso le Soprintendenze e i Parchi archeologici, nonché, eventualmente, presso soggetti, italiani o stranieri, a qualsiasi titolo proprietari, possessori o detentori di documentazione in materia di tutela dei beni archeologici in Italia, la ricognizione della documentazione medesima, delle banche dati e degli archivi esistenti;
- effettua la ricognizione e la pubblicazione on line degli archivi di dati archeologici anche in formato di open data, procedendo al recupero sistematico della documentazione pregressa, anche in vista di un sistema unico nazionale di messa in rete dei risultati dell’archeologia preventiva, definendo in parallelo i termini dei diritti di pubblicazione;
- cura la standardizzazione della documentazione finalizzata all’archeologia sia predittiva sia preventiva, attraverso, a titolo esemplificativo, cartografia su qualsiasi scala, prospezioni geofisiche, telerilevamento, trattamento immagini, documentazione di scavo e di ricognizione territoriale, metodi di datazione, rilievo di monumenti;
- formula standard di qualità per l’editoria archeologica, digitale e cartacea;
- promuove l’innovazione e la sperimentazione nelle metodologie e nelle tecnologie della ricerca territoriale nelle scienze applicate e nelle tecnologie informatiche di documentazione;
- elabora banche dati e cartografie tematiche, ai fini della realizzazione di una carta unificata del potenziale archeologico su scala nazionale;
- adotta ogni utile iniziativa al fine di migliorare, attraverso la predisposizione di linee guida su temi specifici;
- promuove a livello internazionale il ruolo dell’archeologia italiana, anche organizzando in Italia e all’estero iniziative apposite, convegni, dibattiti, presentazioni, seminari, esposizioni temporanee e rendendo noti mediante pubblicazioni scientifiche i risultati delle ricerche effettuate e i metodi di analisi e di intervento elaborati;
- fornisce, nell'ambito delle azioni di competenza del Ministero degli affari esteri e della cooperazione internazionale, consulenza e supporto tecnico-scientifici per le materie attribuite, a Paesi terzi;
- supporta la Direzione generale Archeologia, belle arti e paesaggio nel coordinamento dei soggetti nazionali, stranieri e internazionali, governativi e non, operanti sul territorio nazionale, nell’ambito di concessioni di scavo e di progetti di ricerca a qualsiasi titolo in materia di tutela di beni archeologici;
- assicura il raccordo con gli altri uffici del Ministero e può sottoscrivere accordi con le università e centri di ricerca italiani e stranieri, con la Scuola archeologica italiana di Atene e con la Scuola dei beni e delle attività culturali e del turismo.

L’ICA provvede alle proprie esigenze nell’ambito delle risorse assegnate alla Direzione generale Archeologia, belle arti e paesaggio, e comunque nell’ambito dello stato di previsione del MiC.